# Coelotrypes nigricornutus
Coelotrypes nigricornutus är en tvåvingeart som beskrevs av Erich Martin Hering 1942. Coelotrypes nigricornutus ingår i släktet Coelotrypes och familjen borrflugor.
Artens utbredningsområde är Ekvatorialguinea. Inga underarter finns listade i Catalogue of Life.